# Superliga de Turquía 2002-03
La Superliga de Turquía 2002/03 fue la 45.ª temporada del fútbol profesional en Turquía.

## Clasificación
|  |     | Equipo         | PJ | PG | PE | PP | GF | GC | DG  | PTS |
|  | --- | -------------- | -- | -- | -- | -- | -- | -- | --- | --- |
|  | 1.  | Beşiktaş       | 34 | 26 | 7  | 1  | 63 | 21 | +42 | 85  |
|  | 2.  | Galatasaray    | 34 | 24 | 5  | 5  | 61 | 27 | +34 | 77  |
|  | 3.  | Gençlerbirliği | 34 | 19 | 9  | 6  | 76 | 40 | +36 | 66  |
|  | 4.  | Gaziantepspor  | 34 | 16 | 9  | 9  | 61 | 41 | +20 | 57  |
|  | 5.  | Malatyaspor    | 34 | 14 | 10 | 10 | 56 | 45 | +11 | 52  |
|  | 6.  | Fenerbahçe     | 34 | 13 | 12 | 9  | 55 | 42 | +13 | 51  |
|  | 7.  | Trabzonspor    | 34 | 13 | 12 | 9  | 44 | 33 | +11 | 51  |
|  | 8.  | Ankaragücü     | 34 | 15 | 4  | 15 | 44 | 42 | +2  | 49  |
|  | 9.  | İstanbulspor   | 34 | 12 | 7  | 15 | 42 | 48 | -6  | 43  |
|  | 10. | Denizlispor    | 34 | 10 | 10 | 14 | 37 | 42 | -5  | 40  |
|  | 11. | Adanaspor      | 34 | 10 | 10 | 14 | 44 | 54 | -10 | 40  |
|  | 12. | Samsunspor     | 34 | 10 | 9  | 15 | 42 | 59 | -17 | 39  |
|  | 13. | Elazığspor     | 34 | 10 | 7  | 17 | 40 | 59 | -19 | 37  |
|  | 14. | Diyarbakırspor | 34 | 9  | 9  | 16 | 34 | 47 | -13 | 36  |
|  | 15. | Bursaspor      | 34 | 9  | 9  | 16 | 42 | 62 | -20 | 36  |
|  | 16. | Altay          | 34 | 9  | 8  | 17 | 48 | 69 | -21 | 35  |
|  | 17. | Göztepe        | 34 | 5  | 11 | 18 | 32 | 57 | -25 | 26  |
|  | 18. | Kocaelispor    | 34 | 6  | 4  | 24 | 32 | 66 | -34 | 22  |

|                                |
| Campeón Beşiktaş JK 12º título |

## Goleadores
| Jugador           | Equipo                      | Nacionalidad       | Goles |
| ----------------- | --------------------------- | ------------------ | ----- |
| Okan Yılmaz       | Bursaspor                   | Turquía            | 24    |
| Necati Ateş       | Adanaspor                   | Turquía            | 19    |
| Augustine Ahinful | Ankaragücü                  | Ghana              | 16    |
| Ümit Karan        | Galatasaray                 | Turquía · Alemania | 16    |
| Paulo Sérgio Rosa | Gaziantepspor               | Brasil             | 14    |
| Fatih Tekke       | Trabzonspor / Gaziantepspor | Turquía            | 14    |
| Ahmed Hassan      | Gençlerbirliği              | Egipto             | 13    |
| Cenk İşler        | İstanbulspor                | Turquía · Alemania | 13    |
| Serkan Aykut      | Samsunspor                  | Turquía            | 13    |
| Fazlı Ulusoy      | Malatyaspor                 | Turquía            | 12    |